# Coniopteryx (Xeroconiopteryx) frontalis
Coniopteryx (Xeroconiopteryx) frontalis is een insect uit de familie dwerggaasvliegen (Coniopterygidae), die tot de orde netvleugeligen (Neuroptera) behoort. De soort komt voor in Zuid-Afrika.